# Liste der Nummer-eins-Hits in Spanien (1982)
Dies ist eine Liste der Nummer-eins-Hits in Spanien im Jahr 1982. Sie basiert auf den offiziellen Chartlisten der Asociación Fonográfica y Videográfica de España (AFYVE, heute Promusicae), der spanischen Landesgruppe der IFPI.

## Singles
| | Liste der Nummer-eins-Hits in Spanien | Liste der Nummer-eins-Hits in Spanien | Liste der Nummer-eins-Hits in Spanien                                                                                               | 1983 → |
| \| Zeitraum \| Wo. ges. \| Interpret \| Titel Autor(en) \| Zusätzliche Informationen \| \| (Zeitraum, Wochen auf Platz eins, Interpret, Titel, Autor[en], zusätzliche Informationen) \| \| \| \| \| \| ----------------------------------------------------------------------------------------- \| -------- \| --------------------------------- \| ----------------------------------------------------------------------------------------------------------------------------------- \| ------------------------------------------------------------------------------------------------------------------------------------------------------------------------------------------------------------------------------------------------------------------------------ \| \| 19. Dezember 1981 – 1. Januar 1982 2 Wochen \| 2 \| Miguel Bosé \| Márchate ya Miguel Bosé Dominguín, Gianpietro Felisatti, Luís Gómez Escolar Roldán \| – \| \| 2. Januar 1982 – 15. Januar 1982 2 Wochen \| 2 \| Ricchi e Poveri \| Será porque te amo Musik: Dario Farina; italienischer Text: Enzo Ghinazzi, Daniele Pace; spanischer Text: Luís Gómez Escolar Roldán \| Wegen der sprachlichen Nähe von Italien und Spanien veröffentlichen eine Reihe von Interpreten Lieder oder ganze Alben auch in der jeweils anderen Sprache. Das italienische Original heißt Sarà perché ti amo und war der erste große internationale Hit des Trios aus Genua. \| \| 16. Januar 1982 – 22. Januar 1982 1 Woche \| 1 \| Paloma San Basilio \| Juntos Musik: Giovanni Gastaldo; Text: Luís Gómez Escolar Roldán \| – \| \| 23. Januar 1982 – 26. März 1982 9 Wochen \| 9 \| Nikka Costa \| (Out Here) On My Own Lesley Gore, Michael Gore \| Die neunjährige Tochter von Produzent Don Costa hatte mit dieser Version des Irene-Cara-Songs aus dem Film Fame einen Ausnahmehit, der besonders in Südeuropa erfolgreich war. \| \| 27. März 1982 – 9. April 1982 2 Wochen (insgesamt 4) \| 4 \| Orchestral Manoeuvres in the Dark \| Souvenir Paul David Humphreys, Martin Handsley Cooper \| – \| \| 10. April 1982 – 16. April 1982 1 Woche \| 1 \| Al Bano & Romina Power \| Sharazan Musik: Ciro Dammicco, Maspes; Text: Albano Carrisi, Romina Power, Stefano Dammico \| – \| \| 17. April 1982 – 30. April 1982 2 Wochen (insgesamt 4) \| 4 \| Orchestral Manoeuvres in the Dark \| Souvenir Paul David Humphreys, Martin Handsley Cooper \| – \| \| 1. Mai 1982 – 11. Juni 1982 6 Wochen \| 6 \| Mecano \| Me colé en una fiesta Ignacio Cano Andrés \| – \| \| 12. Juni 1982 – 16. Juli 1982 5 Wochen \| 5 \| Paul McCartney & Stevie Wonder \| Ebony and Ivory Paul James McCartney \| – \| \| 17. Juli 1982 – 23. Juli 1982 1 Woche \| 1 \| Miguel Ríos \| Bienvenidos \| – \| \| 24. Juli 1982 – 30. Juli 1982 1 Woche \| 1 \| OMD \| Maid of Orleans (The Waltz of Joan of Arc) Andy McCluskey, \| – \| \| 31. Juli 1982 – 20. August 1982 3 Wochen (insgesamt 4) \| 4 \| The Alan Parsons Project \| Eye in the Sky Alan Parsons, Eric Norman Woolfson \| – \| \| 21. August 1982 – 1. Oktober 1982 6 Wochen \| 6 \| Imagination \| Just an Illusion Ashley Ingram, John Leee, Steven Nicholas Jolley, Anthony John Swain \| – \| \| 2. Oktober 1982 – 8. Oktober 1982 1 Woche (insgesamt 4) \| 4 \| Alan Parsons Project \| Eye in the Sky Alan Parsons, Eric Norman Woolfson \| – \| \| 9. Oktober 1982 – 29. Oktober 1982 3 Wochen \| 3 \| Lime \| Babe, We’re Gonna Love Tonite Denis Richard LePage, Denyse LePage \| – \| \| 30. Oktober 1982 – 5. November 1982 1 Woche \| 1 \| Claudia Mori \| No sucederá más Musik: Giancarlo Bigazzi; Text: Claudio Moroni, Giancarlo Bigazzi \| Zum zweiten Mal in diesem Jahr stand die spanischsprachige Aufnahme eines italienischen Hits auf Platz eins der Charts. Non succederà più heißt das Original von Mori und in beiden Versionen singt auch Ehemann Adriano Celentano mit. \| \| 6. November 1982 – 12. November 1982 1 Woche \| 1 \| Boys Town Gang \| Can’t Take My Eyes off You Bob Crewe, Bob Gaudio \| Die Amerikaner hatten mit ihrer Disco-Version des Frankie-Valli-Hits aus dem Jahr 1968 einen Nummer-eins-Erfolg im Westen Europas von Spanien bis in die Niederlande. \| \| 13. November 1982 – 19. November 1982 1 Woche \| 1 \| Steve Miller Band \| Abracadabra Steven Haworth Miller \| – \| \| 20. November 1982 – 26. November 1982 1 Woche \| 1 \| Julio Iglesias \| No me vuelvo a enamorar Ramon Arcusa Alcon, Julio Iglesias, Fernan Martínez Mahecha \| – \| \| 27. November 1982 – 17. Dezember 1982 3 Wochen \| 3 \| Mocedades \| Amor de hombre Juan Carlos Calderon Lopez de Arroyabe \| – \| \| 18. Dezember 1982 – 2. Januar 1983 3 Wochen (insgesamt 9) \| 9 \| F. R. David \| Words Musik: Robert Fitoussi; Text: Martin Joe Kupersmith, Louis Sandy Yaguda \| – \| |                                       |                                       | | |
| |                                       |                                       | | → 1983 → |
| Zeitraum | Wo. ges.                              | Interpret                             | Titel Autor(en) | Zusätzliche Informationen |
| (Zeitraum, Wochen auf Platz eins, Interpret, Titel, Autor[en], zusätzliche Informationen) |                                       |                                       | | |
| 19. Dezember 1981 – 1. Januar 1982 2 Wochen | 2                                     | Miguel Bosé                           | Márchate ya Miguel Bosé Dominguín, Gianpietro Felisatti, Luís Gómez Escolar Roldán                                                  | – |
| 2. Januar 1982 – 15. Januar 1982 2 Wochen | 2                                     | Ricchi e Poveri                       | Será porque te amo Musik: Dario Farina; italienischer Text: Enzo Ghinazzi, Daniele Pace; spanischer Text: Luís Gómez Escolar Roldán | Wegen der sprachlichen Nähe von Italien und Spanien veröffentlichen eine Reihe von Interpreten Lieder oder ganze Alben auch in der jeweils anderen Sprache. Das italienische Original heißt Sarà perché ti amo und war der erste große internationale Hit des Trios aus Genua. |
| 16. Januar 1982 – 22. Januar 1982 1 Woche | 1                                     | Paloma San Basilio                    | Juntos Musik: Giovanni Gastaldo; Text: Luís Gómez Escolar Roldán                                                                    | – |
| 23. Januar 1982 – 26. März 1982 9 Wochen | 9                                     | Nikka Costa                           | (Out Here) On My Own Lesley Gore, Michael Gore                                                                                      | Die neunjährige Tochter von Produzent Don Costa hatte mit dieser Version des Irene-Cara-Songs aus dem Film Fame einen Ausnahmehit, der besonders in Südeuropa erfolgreich war.                                                                                                 |
| 27. März 1982 – 9. April 1982 2 Wochen (insgesamt 4) | 4                                     | Orchestral Manoeuvres in the Dark     | Souvenir Paul David Humphreys, Martin Handsley Cooper                                                                               | – |
| 10. April 1982 – 16. April 1982 1 Woche | 1                                     | Al Bano & Romina Power                | Sharazan Musik: Ciro Dammicco, Maspes; Text: Albano Carrisi, Romina Power, Stefano Dammico                                          | – |
| 17. April 1982 – 30. April 1982 2 Wochen (insgesamt 4) | 4                                     | Orchestral Manoeuvres in the Dark     | Souvenir Paul David Humphreys, Martin Handsley Cooper                                                                               | – |
| 1. Mai 1982 – 11. Juni 1982 6 Wochen | 6                                     | Mecano                                | Me colé en una fiesta Ignacio Cano Andrés                                                                                           | – |
| 12. Juni 1982 – 16. Juli 1982 5 Wochen | 5                                     | Paul McCartney & Stevie Wonder        | Ebony and Ivory Paul James McCartney                                                                                                | – |
| 17. Juli 1982 – 23. Juli 1982 1 Woche | 1                                     | Miguel Ríos                           | Bienvenidos | – |
| 24. Juli 1982 – 30. Juli 1982 1 Woche | 1                                     | OMD                                   | Maid of Orleans (The Waltz of Joan of Arc) Andy McCluskey,                                                                          | – |
| 31. Juli 1982 – 20. August 1982 3 Wochen (insgesamt 4) | 4                                     | The Alan Parsons Project              | Eye in the Sky Alan Parsons, Eric Norman Woolfson                                                                                   | – |
| 21. August 1982 – 1. Oktober 1982 6 Wochen | 6                                     | Imagination                           | Just an Illusion Ashley Ingram, John Leee, Steven Nicholas Jolley, Anthony John Swain                                               | – |
| 2. Oktober 1982 – 8. Oktober 1982 1 Woche (insgesamt 4) | 4                                     | Alan Parsons Project                  | Eye in the Sky Alan Parsons, Eric Norman Woolfson                                                                                   | – |
| 9. Oktober 1982 – 29. Oktober 1982 3 Wochen | 3                                     | Lime                                  | Babe, We’re Gonna Love Tonite Denis Richard LePage, Denyse LePage                                                                   | – |
| 30. Oktober 1982 – 5. November 1982 1 Woche | 1                                     | Claudia Mori                          | No sucederá más Musik: Giancarlo Bigazzi; Text: Claudio Moroni, Giancarlo Bigazzi                                                   | Zum zweiten Mal in diesem Jahr stand die spanischsprachige Aufnahme eines italienischen Hits auf Platz eins der Charts. Non succederà più heißt das Original von Mori und in beiden Versionen singt auch Ehemann Adriano Celentano mit.                                        |
| 6. November 1982 – 12. November 1982 1 Woche | 1                                     | Boys Town Gang                        | Can’t Take My Eyes off You Bob Crewe, Bob Gaudio                                                                                    | Die Amerikaner hatten mit ihrer Disco-Version des Frankie-Valli-Hits aus dem Jahr 1968 einen Nummer-eins-Erfolg im Westen Europas von Spanien bis in die Niederlande. |
| 13. November 1982 – 19. November 1982 1 Woche | 1                                     | Steve Miller Band                     | Abracadabra Steven Haworth Miller                                                                                                   | – |
| 20. November 1982 – 26. November 1982 1 Woche | 1                                     | Julio Iglesias                        | No me vuelvo a enamorar Ramon Arcusa Alcon, Julio Iglesias, Fernan Martínez Mahecha                                                 | – |
| 27. November 1982 – 17. Dezember 1982 3 Wochen | 3                                     | Mocedades                             | Amor de hombre Juan Carlos Calderon Lopez de Arroyabe                                                                               | – |
| 18. Dezember 1982 – 2. Januar 1983 3 Wochen (insgesamt 9) | 9                                     | F. R. David                           | Words Musik: Robert Fitoussi; Text: Martin Joe Kupersmith, Louis Sandy Yaguda                                                       | – |